# البهو العظيم

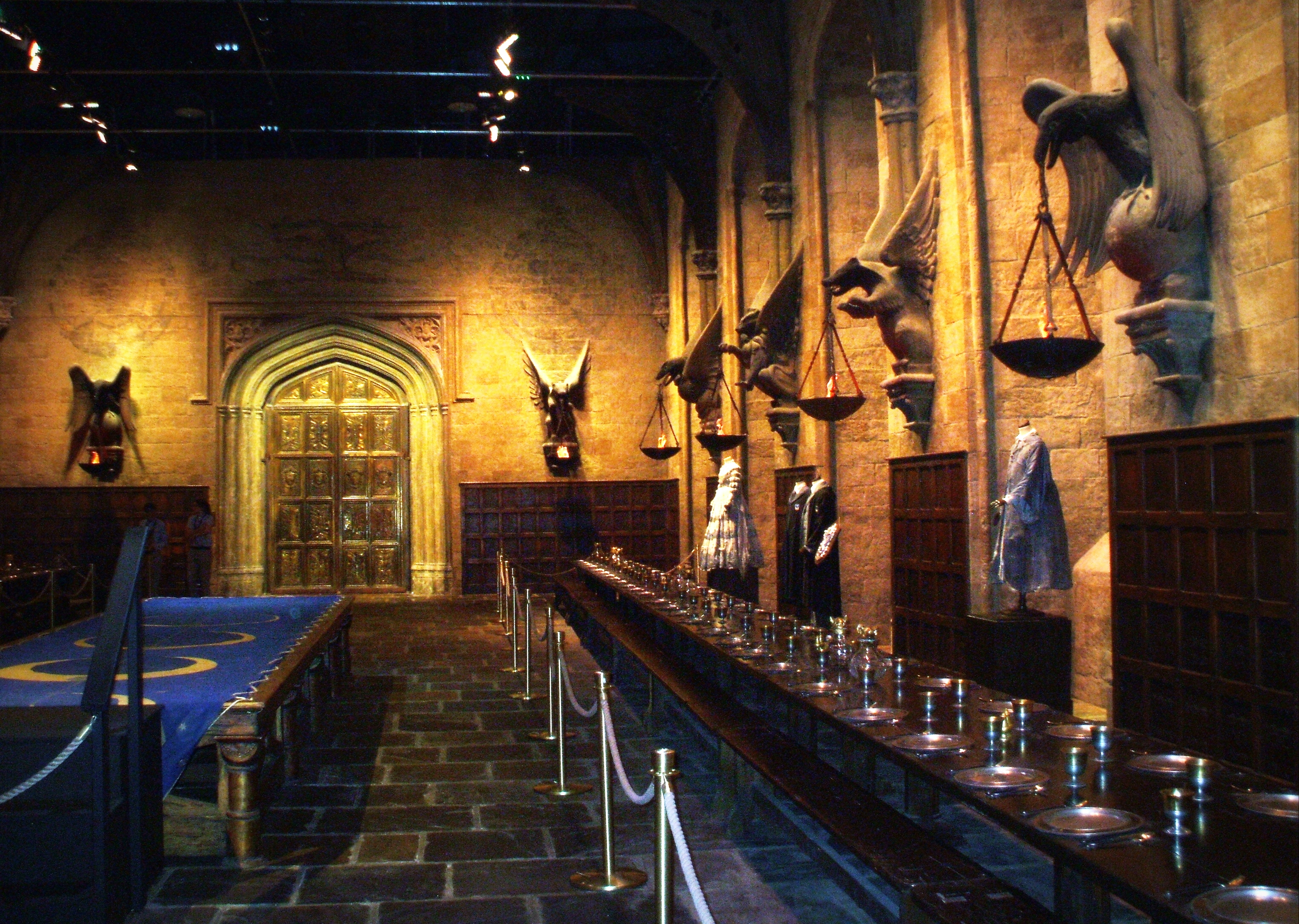

هو مكان في مدرسة هجورتس الخيالية من سلسلة رواية هاري بوتر للمؤلفة ج. ك. رولنج
وهو بهو يتكو من اربع موائد كبيرة موضوعة بشكل رأسي لكل منزل مائدته ومائدة موضوعة بشكل أفقي للمدرسين والناظر وبعض العاملين.
وهي للوجبات اليومية والحفلات مثل الهالوين والكريسماس وأيضا لوليمة بداية العام والتي تختار فيها قبعة التنسيق للتلاميذ منازلهم وأيضا لوليمة نهاية العام والتي يعلن فيها الناظر من المنزل الفائز بكأس المنازل وكأس الكويدتش للمنازل.